# Provincia di Thanh Hóa
La provincia di Thanh Hóa è una provincia del Vietnam, della regione di Bắc Trung Bộ. Il suo nome deriva dal sino-vietnamita (Hán Tự: 清化). Occupa una superficie di 11134,7 km² e ha una popolazione di 3.640.128 abitanti.
La capitale provinciale è Thanh Hóa.

## Distretti
Di questa provincia fanno parte i 24 distretti (huyện):
| - Bá Thước - Cẩm Thủy - Đông Sơn - Hà Trung - Hậu Lộc - Hoằng Hóa - Lang Chánh - Mường Lát - Nga Sơn - Ngọc Lặc - Như Thanh - Như Xuân | - Nông Cống - Quan Hóa - Quan Sơn - Quảng Xương - Thạch Thành - Thiệu Hóa - Thọ Xuân - Thường Xuân - Tĩnh Gia - Triệu Sơn - Vĩnh Lộc - Yên Định |  |

Dal punto di vista amministrativo, ad essi vanno aggiunte una città (Thanh Hóa) e due città (thị xã) (Sầm Sơn e Bỉm Sơn).